# Jan Franciszek de Pouppart
Jan Franciszek de Pouppart herbu własnego (żył w 2. poł. XVIII wieku) – generał major w armii koronnej Rzeczypospolitej Obojga Narodów, a później armii rosyjskiej.
Francuz, służył w armii austriackiej i uczestniczył w wojnie siedmioletniej. W 1775 przeszedł do służby polskiej. Od 1776 jako pułkownik 11 RP Grenadierów (w PSB błędnie go podano jako dowódcę 10 RP) stacjonował w garnizonach Kamieńca Podolskiego.
W 1790 roku uzyskał polski indygenat, a także kupił patent generalski jako dowódca Brygady Piechoty w Dywizji księcia Józefa Poniatowskiego. W 1792 walczył przeciwko Rosji i 25 czerwca został odznaczony Medalem Złotym Orderu Virtuti Militari (później zamienionym na krzyż kawalerski). Potem pozostał w służbie targowickiej. Po upadku Rzeczypospolitej służył w armii rosyjskiej.